# 1992年バルセロナオリンピックのラトビア選手団
1992年バルセロナオリンピックのラトビア選手団（1992ねんバルセロナオリンピックのラトビアせんしゅだん）は、1992年7月25日から8月9日にかけてスペインのカタルーニャ州バルセロナで開催された1992年バルセロナオリンピックのラトビア選手団、およびその競技結果。

## 概要
今大会は銀メダル2個、銅メダル1個の合計3個のメダルを獲得した。

## メダル
| メダル | 選手名             | 競技   | 種目                 |
| ------ | ------------------ | ------ | -------------------- |
| 銅     | ダイニス・オゾルス | 自転車 | 男子個人ロードレース |